# Џон Дилинџер
Џон Херберт Дилинџер (енгл. John Hebert Dillinger; Индијанаполис, 22. јун 1903 — Чикаго, 22. јул 1934) био је амерички професионални криминалац који је постао познат по серији спектакуларних пљачки банака на Средњем западу 1933. и 1934. године, спектакуларном бегу из затвора али и погибији у окршају са агентима Федералног истражног бироа (ФБИ) у Чикагу.

## Биографија
Дилинџер је одрастао као дете скромног фармера немачког порекла. Његов живот је био без озбиљнијих инцидената све до 1924. године када је ухапшен за пљачку локалне трговине и осуђен на неочекивано строгу казну од 10 до 20 година затвора. Иако му је казна скраћена на 9 година, дотада је Дилинџер, годинама се дружећи са најопаснијим и најискуснијим криминалцима иза решетака, и сам одлучио да крене тим путем. Иако је био далеко мање насилан од других гангстера свог времена, изазвао је далеко више пажње вештим манипулисањем јавношћу, односно стекао симпатије пљачкањем банака које су многи у тадашњој Америци сматрали главним кривцем за сиромаштво Велике депресије. То је, између осталог, потакло федералне власти, односно ФБИ на челу са Едгаром Хувером исходе нове, широке овласти за федералну полицију под изговором хватања Дилинџера. Напори агената на челу са Мелвином Пурвисом су на крају уродили плодом када му је у лето 1934. захваљујући дојави проститутке Ен Сејџ постављена заседа у којој је убијен.
Дилинџер је постао најпознатији гангстер свог времена и једна од икона америчке културе 20. века. Посвећен му је велики број књига, филмова и ТВ-серија.